# Georges Hot
 (septembre 2020).
Georges Hot est un peintre français né le 2 juillet 1920 à Rodez (Aveyron) et mort le 18 novembre 2005 à Saint-Laurent-du-Var (Alpes-Maritimes),.

## Biographie
Après des études de droit à Paris, Georges Hot commence sa formation artistique à l'École nationale supérieure des arts décoratifs et dans les académies de Montparnasse, notamment à l'Académie de la Grande Chaumière. Il est le condisciple de Louis Chavignier au lycée d'Aurillac.
Il réalise des expositions en France (notamment dans les galeries Arcadia et Ariane), aux États-Unis, en Allemagne, en Italie, en Espagne, en Suisse, et sur le continent africain,,.
Sociétaire du Salon d'automne et du Salon des indépendants, il a participé régulièrement au Salon Comparaisons. Il fut également secrétaire général de l'Association défense des arts plastiques, organisant les Rencontres des artistes contemporains, avec Hans Hartung comme président d'honneur.
Après avoir longtemps séjourné et exposé sur le continent africain (Tunisie, Côte d'Ivoire, Sénégal, Burkina Faso, Bénin…), il s'est installé au début des années 1980 dans les Alpes-Maritimes.
Sa démarche se rattache au courant de l'abstraction lyrique et au mouvement surréaliste. Son médium de prédilection est la peinture acrylique, mais il réalisera aussi de nombreux dessins, gravures, sculptures et mosaïques.
Il a noué au cours de sa vie des amitiés et des collaborations avec les peintres Alexandre Istrati, Natalia Dumitresco, Hans Hartung, Marie Raymond et avec le comédien Jean Marais.
Il est référencé par le Centre Pompidou, Oxford University Art online / Benezit dictionary of artists et la Cote des peintres Akoun,,.
« C’est une jolie chose que de réussir, encore aujourd'hui, à créer du jamais vu. Mais c'est une chose aussi que de laisser à l'organe l'impression de reconnaître. Ambiguïté apaisante et riche d'un réel imaginaire » écrit à son sujet André Collot en 1971[réf. nécessaire].
Le cinéaste Jean Delannoy écrit en 1994 : « La peinture de Georges Hot me donne de profondes satisfactions que je rêverais de transposer au cinéma si le cinéma nous en donnait la possibilité »[réf. nécessaire].

## Expositions
- 1962 : Cannes, galerie Cavalero.
- 1964 : Cotonou, exposition personnelle au palais des Congrès. Antibes, Bastion Saint-André.
- 1965 : Antibes, exposition Expressions Nouvelles.
- 1966 : Ouagadougou, exposition personnelle au Centre culturel.
- 1968 : Ouagadougou, exposition commune au palais des Congrès[7].
- 1971 : Ouagadougou, exposition personnelle peintures et sculptures.
- 1974 : Tunis, Centre culturel.
- 1980 : Roquefort-les-Pins, exposition avec César.
- 1982 : Beaulieu-sur-Mer, galerie de Chisseaux.
- 1983 : Paris, Salon d'automne. Beaulieu-sur-Mer, galerie de Chisseaux.
- 1984 : Paris, Salon des indépendants, Salon du dessin et de la peinture à l'eau, Salon d'automne.
- 1985 : Cannes, IIIe Rencontres des artistes contemporains. Washington DC, Interart 85 Washington Projects for the Arts. Paris, galerie Arcadia, Salon des indépendants, Salon d'automne.
- 1986 : Paris, Salon Comparaisons, Salon du dessin et de la peinture à l'eau, Salon du petit format, galerie La Tempera, Salon d'automne, Salon des indépendants, mairie du 4e arrondissement. Monaco, Fondation prince Pierre de Monaco pour le 20e grand prix international d'art contemporain. Washington DC, Galerie P21. Rome, palais Nari / Centre mondial des arts. Passau, Sainte Anne Kapelle. Cannes, 4e Rencontres des artistes contemporains. Londres, Panorama de la peinture française contemporaine.
- 1987 : Paris, Salon d'automne, Salon des indépendants, galerie Arcadia. Cannes, 5e Rencontres des artistes contemporains. Nice, exposition Fernand Léger et 100 artistes méditerranéens. Toulouse, exposition AURA, Hôtel-Dieu.
- 1988 : Nice, exposition Artistes et Vie pour la lutte contre le VIH. Grasse, centre international de la Ville. Cagnes-sur-Mer, maison des artistes. Paris, Salon des indépendants, Salon Comparaisons, Salon du dessin et de la peinture à l'eau, Salon d'automne. Cannes, 6e Rencontres des artistes contemporains, hommage à Hartung.
- 1989 : Paris, Salon des indépendants, exposition à la mairie du 4e arrondissement, et remise de la médaille d'argent de la Ville de Paris. Cannes, invité d'honneur au 24e grand prix international de peinture de la Côte d'Azur, et exposition lors de la 7e Rencontre des artistes contemporains au Palais des Festivals. Rome, musée de la Civilisation romaine.
- 1990 : Cannes, invité d'honneur au grand prix international de peinture de la Côte d'Azur. Paris, Salon des indépendants, Salon Comparaisons, Salon du dessin et de la peinture à l'eau. Menton, 8e Rencontre des artistes contemporains.
- 1991 : Washington, exposition de peinture française contemporaine à la Maison française de l'ambassade de France. Cannes, invité d'honneur avec exposition particulière au grand prix international de peinture de la Côte d'Azur. Grasse, 9e Rencontre des artistes contemporains. Paris, exposition de groupe à la galerie Ariane.
- 1992 : Vence, galerie Rosa Lopez, exposition particulière Espace Garden, exposition L'Art et le Cinéma à la chapelle Pénitents blancs. Paris, Salon d'automne, Salon des indépendants. Cannes, invité d'honneur avec exposition particulière au grand prix international de peinture de la Côte d'Azur. Cagnes-sur-Mer, galerie Art Vencia.
- 1993 : Allemagne, musée d'Art moderne de Passau. Autriche, château d'Oppenzeller ; Paris, Salon d'automne. Lausanne, exposition Art Vencia à l’hôtel de ville. Cannes, invité d'honneur avec exposition particulière au grand prix international de peinture de la Côte d'Azur. Saint-Paul-de-Vence, exposition Autoportraits à la galerie Art Vencia. Cagnes-sur-Mer, exposition Recherches 93 à la Maison des artistes.
- 1994 : Tokyo, invité par l'International Art Council sous le patronage de l'UNESCO, au temple Josenji. Grasse, 10e Rencontre des artistes contemporains. Saint-Paul-de-Vence, exposition personnelle galerie Unisys. Paris, exposition personnelle à la galerie Ariane. Dammarie-les-lys, exposition d'art contemporain au château des Bouillants. Cannes, invité d'honneur au grand prix international de peinture de la Côte d'Azur. Invité au Festival des arts de Beaulieu-sur-Mer. Paris, exposition de miniatures contemporaines à la galerie Ariane.
- 1995 : Paris, exposition Bestiaire d'artistes à la galerie Ariane, exposition-débat au lycée Camille-Sée. Dammarie-les-lys, exposition Art actuel au château des Bouillants. Rambouillet, exposition d'art contemporain Ariane-Essor au palais du roi de Rome. Saint-Paul-de-Vence, exposition personnelle galerie Unisys.

## Distinctions
- Chevalier de l'ordre national du Mérite en 1980.
- 2e grand prix international de la Côte d’Azur en 1986, Cannes.
- 1er grand prix international de la Côte d’Azur en 1987, Cannes.
- 1er grand prix de composition symboliste au grand prix international de la Côte d’Azur en 1988, Cannes.
- Médaille d'argent de la Ville de Paris et chevalier de la Légion d'honneur en 1989.
- Prix de la Ville de Fontainebleau en 2002.

## Collections publiques
- Présidence de la République du Dahomey (Bénin) de Sourou-Migan Apithy, Cotonou, 1964, toile, 146 × 97 cm.
- Ambassade de France à Cotonou, Bénin, 1964, toile 150 × 100 cm.
- Ambassade de France, résidence du Charge d'Affaires, Cotonou, Bénin, 1964, mosaïque de verre, 500 × 200 cm.
- Ambassade de France à Ouagadougou, Burkina Faso, 1966, toile, 228 × 114 cm.
- Centre Culturel Franco-Voltaïque, Ouagadougou 1971, Burkina Faso, toile, 380 × 190 cm.
- Musée de Ouagadougou, Burkina Faso, 1971, relief, 150 × 150 cm.

### Catalogues d’expositions
- Salon d'automne, Salon des indépendants, Paris, 1983, 1986, 1988, 1990, 1998.
- Salon Comparaisons, Paris, 1986, 1988, 1990.
- Salon France-America, Art contemporain, Ambassade de France de Washington, 1991.
- Ariane-Essor, Kuala-Lumpur, Malaisie, 1999.
- Rencontres des artistes contemporains, Cannes, 1986.
- Salon international d'art contemporain, Nice, 1996.